# Meikayla Moore
Meikayla Jean-Maree Moore (Christchurch, 4 giugno 1996) è una calciatrice neozelandese, difensore del Calgary Wild e della nazionale neozelandese.

## Carriera
Il 20 febbraio 2022, nella partita di SheBelieves Cup della sua nazionale contro gli Stati Uniti persa 5-0, ha segnato tre autoreti nel corso del primo tempo, venendo poi sostituita.

## Palmarès

### Nazionale
- Coppa delle nazioni oceaniane femminile: 2

2014, 2018
- Campionato oceaniano femminile Under 20 di calcio: 1

2014
- Campionato oceaniano femminile Under 17 di calcio: 1

2012